# Lois Graham
Lois Graham (conhecida no início de sua carreira como Lois Graham McDowell ou Lois G. McDowell; 1925 – 4 de novembro de 2013) foi uma engenheira estadunidense, professora de termodinâmica e criogenia. Foi a primeira mulher a obter um PhD em engenharia mecânica nos Estados Unidos.
Graham é lembrada por ter durante sua carreira recrutado jovens mulheres para carreiras em ciência e engenharia. Lecionou por aproximadamente 40 anos no Instituto de Tecnologia de Illinois (IIT).

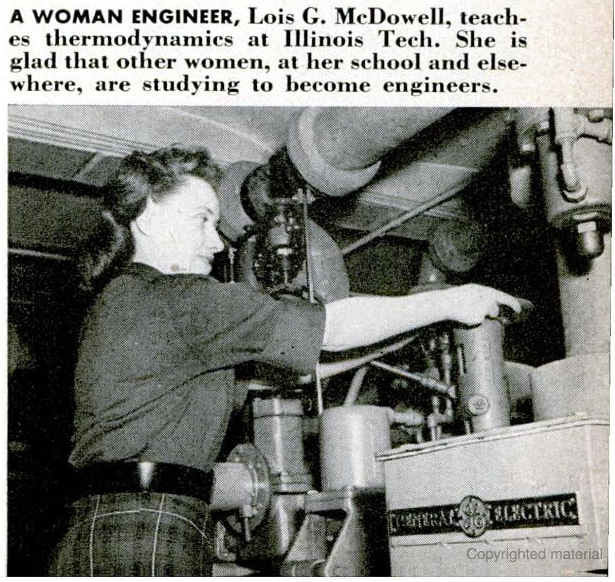
Fotografia de 1953 de Lois Graham em Popular Science

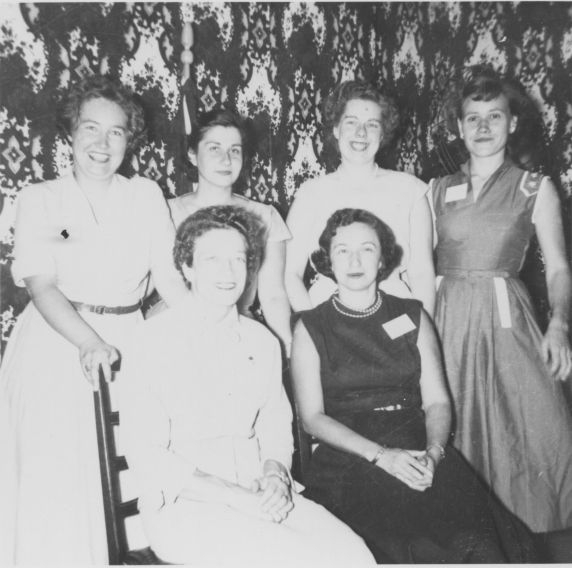
Encontro em 1953 da direção da Society of Women Engineers; Lois Graham está de pé, na direita

## Primeira mulher nos Estados Unidos a obter um doutorado em engenharia mecânica
Em 1959 Graham recebeu um PhD no IIT, sendo a primeira mulher dos Estados Unidos a obter um doutorado em engenharia mecânica. Sua tese de doutorado focou sobre o campo da combustão, com a tese intitulada Effect of adding a combustible to atmosphere and surrounding diffusion flame.

## Publicações selecionadas
- McDowell, Lois G. (setembro de 1953). «Professional Guidance and Education». Journal of the Society of Women Engineers. 4 (1): 2–5
- Graham, Lois (1959). Effect of adding a combustible to atmosphere surrounding diffusion flame (Tese) (em inglês)
- Fejér, Andrew; Graham, Lois (1965). Undergraduate Research Participation in Engineering: Report (em inglês). [S.l.]: Allyn and Bacon. Cópia arquivada em 21 de novembro de 2018
- Graham, L.; Stice, J. (15 de dezembro de 1978). «Solar collector storage panel». American Society of Mechanical Engineers, Winter Annual Meeting, San Francisco, Calif., Dec. 10-15, 1978 (em inglês). [S.l.]: American Society of Mechanical Engineers. 9 páginas. Bibcode:1978asme.meetS....G
- Graham, Lois (junho de 1985). «A Woman Engineer's Recollection of College» (PDF). Perspectives on the Professions. 5 (1). Chicago, IL, USA: Center for the Study of Ethics in the Professions (CSEP), Illinois Institute of Technology (IIT). Consultado em 21 de novembro de 2018. Cópia arquivada (PDF) em 21 de novembro de 2018 – via Ethics Education Library, CSEP, IIT